# Bolsjevik

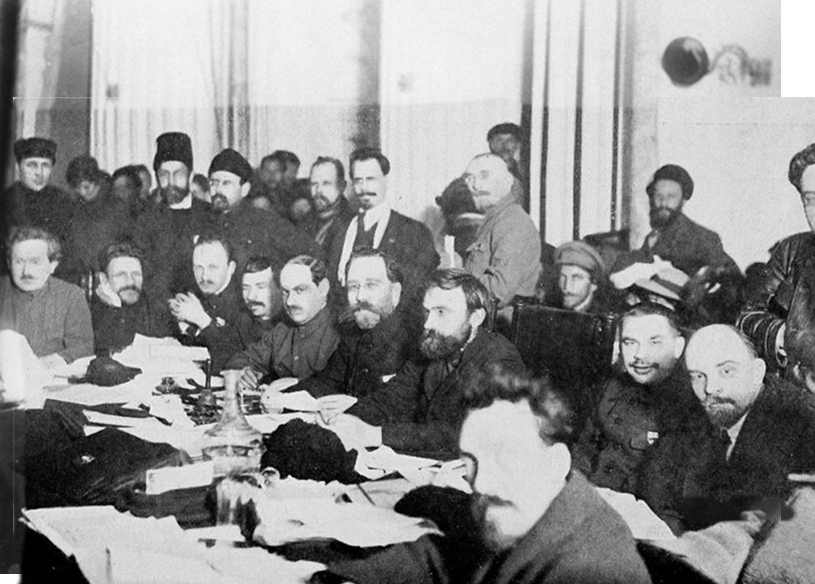
Bolsjevikmöte. Vladimir Lenin till höger.

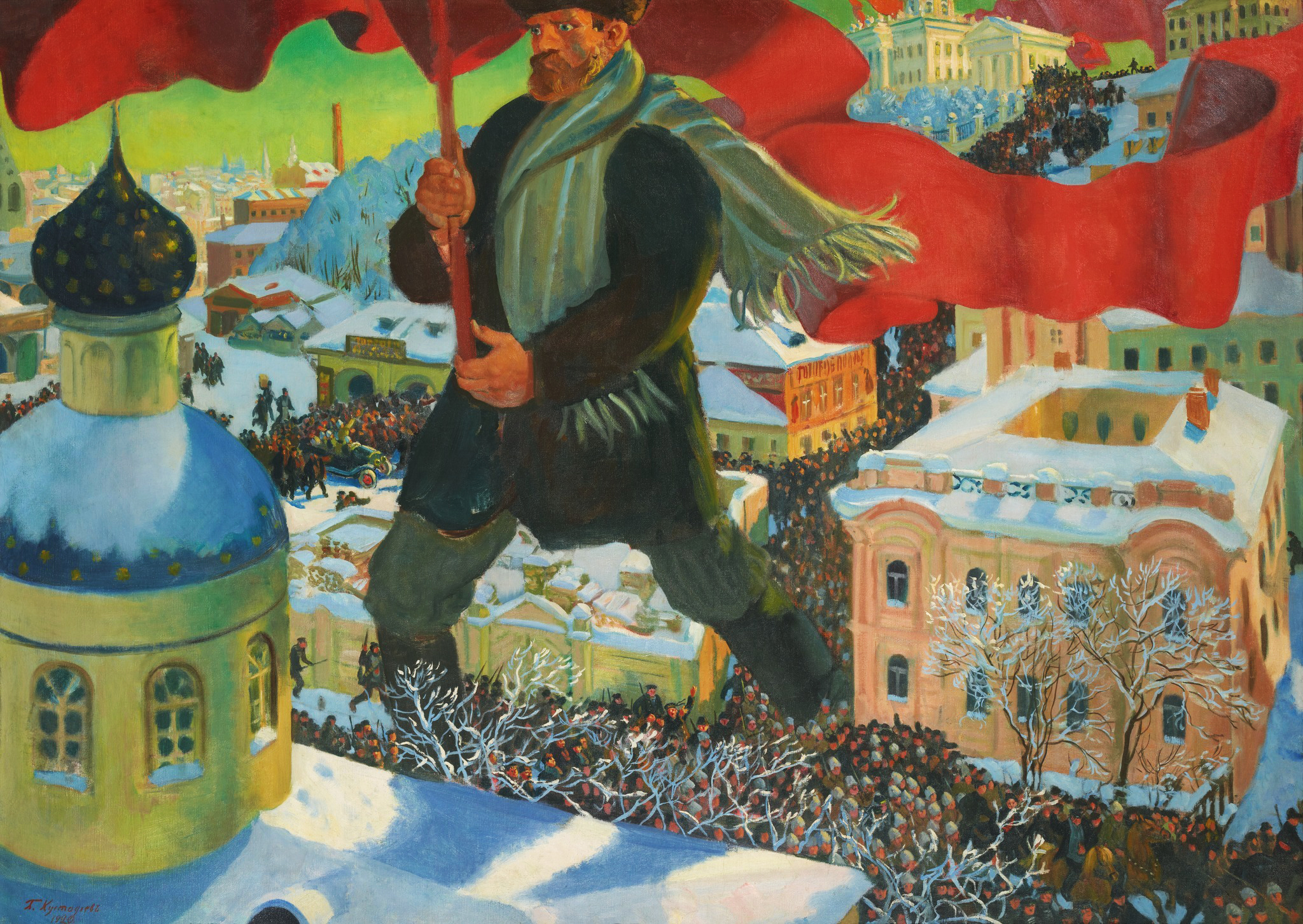
Boris Kustodijevs målning Bolsjevik (1920).

Bolsjevik (av ryskans большевик [bəlʲʂᵻˈvʲik], ’majoritetsman’) kallade sig medlemmarna i den ena av de två fraktioner som bildades efter en splittring av Rysslands socialdemokratiska arbetareparti år 1903. Mot bolsjevikerna stod minoriteten, mensjevikerna (меньшевик betyder ’minoritetsman’). Mensjevikernas partiprogram liknade det tyska socialdemokratiska partiets revisionism. 
Storleksförhållandet mellan bolsjevikerna och mensjevikerna var tidvis det omvända. 1912 var splittringen mellan de båda fraktionerna definitiv och bolsjevikerna bildade ett eget parti under Lenins ledning. 

## Bakgrund
Begreppsparet bolsjevik–mensjevik skapades i samband med socialdemokratiska partiets femte kongress, som hölls i Bryssel och London 1903. Vladimir Lenin, som var en av de framträdande i rörelsen, hade sina egna idéer om hur det borde fungera. Lenin hade som ung läst Nikolaj Tjernysjevskijs verk Vad bör göras?. Boken handlar om en sammanslutning av sömmerskor som syr kläder, men i bakgrunden skymtar (framgick det för uppenbart hade inte tidens censur släppt igenom boken alls) en samling politiska aktivister, vilka genom teoretiska studier och konspiratorisk organisering förbereder revolution. Lenin ansåg, inspirerad av Tjernysjevskij, att för att genomföra en omdaning av samhället som man önskade, måste detta ske genom professionella revolutionärer, yrkesrevolutionärer. Han skrev en pamflett – Vad bör göras? – med samma titel som Tjernysjevskijs där han lade fram sina teser.
Lenin ansåg att vanliga arbetare och bönder aldrig skulle kunna genomföra den totala omdaning av samhället som enligt honom behövdes, eftersom de hela tiden skulle försöka nå kortsiktiga förändringar inom det rådande systemet: ”Endast bildade representanter för de besuttna klasserna, de intellektuella, kunde verkligen förstå arbetarnas långsiktiga intressen och leda dem på rätt sätt.”
Alltså skulle en intellektuell elit slåss för arbetarnas skull och de skulle göra det genom underjordisk aktivitet, genom flygblad och agitation.

## Begreppens uppkomst
På den andra kongressen 1903, vidhöll Lenin envist att alla som ville bli medlemmar var tvungna ”att personligt delta i någon av partiets organisationer”. Ett sådant krav skulle drastiskt inskränka antalet medlemmar, just vad Lenin eftersträvade då han inte ville ha med folk som inte begrep politiken. En av hans motståndare, Julyj Martov, ville tvärtom bredda antalet medlemmar så mycket som möjligt. Lenin förlorade den omröstning som hölls då, men eftersom några av hans motståndare lämnade kongressen på grund av missnöje i en annan fråga, hävdade han när kongressen var över att han hade en majoritet bakom sig. Därför kallades hans fraktion för bolsjevikerna, alltså majoritetens män.
Mensjevikerna strävade snarare för en parlamentarisk republik där de medborgerliga rättigheterna kunde tryggas och där arbetarklassen kunde arbeta i opposition till dess att de var starka nog att ta över makten.

## Marxism i praktiken blir bolsjevism
Bolsjevismen förenade också arbetare, militärer och bönder genom paroller som "Fred! Bröd! Jord!" som agitation för sina idéer. Slut på kriget med Tyskland, mat till ryska befolkningen och jord åt bönderna. Bolsjevikerna menade att det var i Ryssland som socialismen skulle bryta ut först, med förhoppningen att Tysklands revolution skulle segra. Detta var en förutsättning för att Ryssland inte skulle bli isolerat i sin kamp för socialism och degenerera. Då Tyskland i högre grad var industrialiserat var det av yttersta vikt att arbetarklassen segrade där för att hjälpa Rysslands arbetare och bönder under kontrarevolutionen.
Lenin önskade därmed kunna förbigå den borgerliga revolutionen genom samarbete med den tyska arbetarstaten och bygga socialismen. Ryska revolutionen 1905 hade visat att också bönderna kunde vara revolutionära och kunde få sina intressen tillgodosedda genom en socialistisk revolution.

## Maktövertagande och namnbyte
I februari 1917 utbröt revolution i Ryssland; tsaren Nikolaj II störtades och en provisorisk regering tillsattes. I oktober samma år (november enligt den gregorianska kalendern – i Ryssland använde man fortfarande den äldre julianska kalendern) utbröt en ny revolution varur Lenin och hans bolsjeviker steg fram och slutligen grep makten i landet. Det var först med oktoberrevolutionen då bolsjevikerna fick stöd i sovjeterna (förmodligen tack vare att de till skillnad från mensjevikerna anammade parollen ”All makt åt sovjeterna!”) som de återigen med rätta kunde kallas för just bolsjeviker.
Bolsjevikernas partiprogram byggde på proletariatets diktatur och övergång till en gemensam planerad ekonomi. 
Efter den ryska revolutionen bytte Rysslands socialdemokratiska arbetareparti (bolsjevikerna) namn till Rysslands kommunistiska parti (bolsjevikerna). Enligt Lenin gjordes detta för att man inte ville förknippas med socialdemokratin efter deras svek i första världskriget (Andra internationalen).

## Nedsättande användning av ordet "bolsjevik"

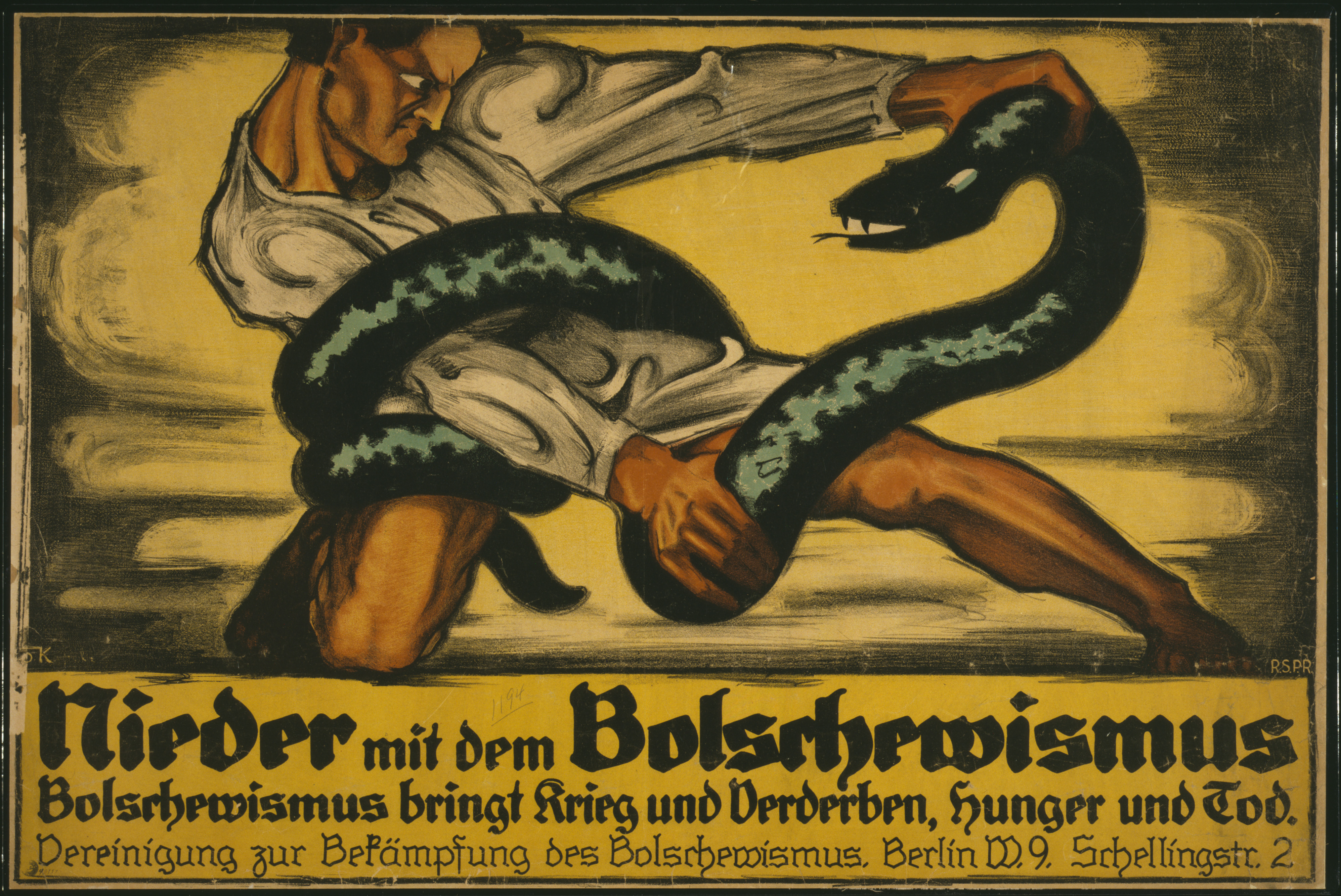
"Ned med bolsjevismen. Bolsjevismen bringar krig och förstörelse, hunger och död",
tysk anti-bolsjevikpropaganda, 1919

Under kalla krigets dagar i Storbritannien blev fackföreningsmän och andra vänsteranhängare hånfullt beskrivna som "bolshies". Användandet är ungefär ekvivalent med användandet av "commie" och "röding" om icke-högerinriktade politiker i USA under samma period. Adolf Hitler, Joseph Goebbels och andra nazistledare använde uttrycket nedsättande för att referera till det de ansåg vara en revolutionär global rörelse koordinerad av Sovjetunionen.

## Kända bolsjeviker
- Vladimir Lenin
- Nikolaj Bucharin
- Grigorij Zinovjev
- Lev Trotskij
- Rozalia Zemljatjka
- Lev Kamenev
- Josef Stalin
- Aleksandra Kollontaj